# Radków (Bassa Slesia)
Radków (fino al 1945 Wünschelburg) è un comune urbano-rurale polacco del distretto di Kłodzko, nel voivodato della Bassa Slesia.
Ricopre una superficie di 139 km² e nel 2004 contava 10 287 abitanti.
Località nei dintorni:
- Gajów (Reichenforst)
- Karłów (Karlsberg)
- Ostra Góra (Nauseney)
- Pasterka (Passendorf)
- Radków (Wünschelburg)
- Raszków (Seifersdorf)
- Ratno Dolne (Niederrathen)
- Ratno Górne (Oberrathen)
- Suszyna (Dürrkunzendorf)
- Ścinawka Dolna (Niedersteine)
- Ścinawka Górna (Obersteine)
- Ścinawka Średnia (Mittelsteine)
- Tłumaczów (Tuntschendorf)
- Wambierzyce (Albendorf)